# جوي لينا
جوي لينا هو سياسي فلبيني، ولد في 22 ديسمبر 1951 في الفلبين. انتخب عضو مجلس الشيوخ الفلبيني.